# Riksväg 35
De Zweedse rijksweg 35 is gelegen in de provincie Östergötlands län en Kalmar län en is circa 80 kilometer lang. De weg is een oude handelsroute die Linköping verbindt met de zeehavens van Gamleby en Västervik.

## Plaatsen langs de weg
- Linköping
- Linghem
- Bankekind
- Grebo
- Åtvidaberg
- Överum
- Gamleby

## Knooppunten
- E4 bij Linköping
- Länsväg 134 bij Åtvidaberg
- Länsväg 135 bij Gamleby (gezamenlijk tracé over een kilometer)
- E22 bij Gamleby (einde)

Europese wegen:
E4 · E6 · E10 · E12 · E14 · E16 · E18 · E20 · E22 · E45 · E65
Riksvägar:
9 · 11 · 13 · 15 · 17 · 19 · 21 · 23 · 24 · 25 · 26 · 27 · 28 · 29 · 30 · 31 · 32 · 34 · 35 · 37 · 40 · 41 · 42 · 44 · 46 · 47 · 49 · 50 · 51 · 52 · 53 · 55 · 56 · 57 · 61 · 62 · 63 · 66 · 68 · 69 · 70 · 72 · 73 · 75 · 76 · 77 · 83 · 84 · 86 · 87 · 90 · 92 · 94 · 95 · 97 · 98 · 99